# Geschichten hinter vergessenen Mauern
Geschichten hinter vergessenen Mauern ist ein Dokumentarfilm von Enno Seifried, der sich mit Lost Places in Leipzig beschäftigt.

## Handlung
Ob zentrumsnah oder in den Randgebieten, in und um Leipzig kann man unzählige architektonisch beeindruckende Bauwerke bestaunen, die seit 20 Jahren und mehr leer stehen und auf Abriss oder Neunutzung warten. Auf der Suche nach einer Umgebung, die in keinem Reiseführer steht und dennoch mehr von der Vergangenheit einer Region erzählt als so manches Geschichtsbuch, begibt sich die Dokumentarfilmtrilogie auf die Spur von so genannten Lost Places in und um Leipzig. Auf die Spur der Geschichten hinter vergessenen Mauern.

## Inhalt
“Geschichten hinter vergessenen Mauern” beschäftigt sich mit der Vergangenheit, Gegenwart und Zukunft der faszinierendsten Lost-Place-Locations in und um Leipzig.
Eine Erzählerin, die als Besucherin Leipzigs mit ihrem persönlichen Blick durch den Film führt, ergänzt Aussagen und Erinnerungen von Zeitzeugen sowie Statements von Investoren, Visionären und Politikern.
Geschichten des ehemaligen Kombinatsdirektors Dr. Lothar Poppe, von Besuchen Walther Ulbrichts im ehemaligen Hotel Astoria oder die Vorlieben Arthur Schnitzlers sind ebenso Bestandteil der Dokumentarfilmreihe, wie Visionen über geplante Neunutzungen des ehemaligen Bowlingtreffs als Naturkundemuseum oder des alten Postbahnhofs als alternativen Kultur- und Trödelmarkt.
Daneben gibt es zahlreiche Interviewpartner, die sich als so genannte Ruinenromantiker bezeichnen. Diese Gruppe von Menschen hat eine Faszination für diese Gebäude entwickelt, welche sie antreibt immer wieder solche Orte in ihrer Freizeit zu besuchen. Als Künstler, Fotografen, Videofilmer, Musiker oder Urban Explorer sind sie auf der Suche nach kleinen Abenteuern im sonst erschlossenem Stadtraum.
So erzählt Clemens Meyer von einst illegalen Technopartys im industriellen Abraum und Peter Degner aus seiner Zeit als Schüler der ehemaligen Richard Wagner Oberschule. Es gibt Geschichten von unangenehmen Begegnungen mit Drogendealern, sowie von Crossgolfern und Graffitikünstlern, die in den vergessenen Locations eine neue künstlerische Freiheit entdeckt haben.
Das Spektrum dieser Dokumentarfilmreihe reicht von lebendiger DDR-Geschichte (als in diesen Gebäuden noch Tausende Menschen gearbeitet und damit Ihre Familien ernährt haben), bis hin zur Schornsteinsprengung im ehemaligen VEB Elguwa Leipzig durch den Sprengmeister Michael Schneider, oder der Sprengung des ehemaligen Kraftwerk Thierbach.
Themen wie Abriss, Sanierung, Zukunftsvisionen und Neubau sind ab einem bestimmten Zeitpunkt unumgänglich und besiegelt, sobald man von einem Lost Place spricht.
Gründe und Hintergründe für Neugestaltung, Mythos und Faszination von verlassenen Orten werden beleuchtet,
wie beispielsweise die moderne GPS-Schnitzeljagd: Geocaching. Bis September 2011 gab es in Leipzig die Lost-Place-Cache-Serie „Trau Dich“, deren Beliebtheit weit über die Grenzen Sachsens hinaus reichte. Tausende Menschen, sogar aus umliegenden Ländern reisten nach Leipzig, um sich hier mit dem GPS auf Schatzsuche durch die Vielzahl der leerstehenden Gebäude zu begeben.
Es sind Geschichten eines historischen Zeitdokuments, die verloren gehen, wenn wir sie nicht bewahren, indem wir den Erzählern unser Gehör schenken.
Und vielleicht bietet diese Dokumentarfilmreihe auch eine Möglichkeit, zum Erfassen geschichtlicher Vergangenheit bei der Gestaltung einer Zukunft im existierenden Lebensumfeld.

## Protagonisten
- Wito Apitsch                  – Ehemaliger Mitarbeiter „RAW Engelsdorf“
- Bond/Truluv                   – Geschichten hinter vergessenen MauernGraffitikünstler
- Gabrielle Becker              – Ehemalige Mitarbeiterin „Hotel Astoria“
- Jan Benndorf                  – Ehemalige Mitarbeiter „Bahnbetriebswerk Leipzig Wahren“
- Gregor Bogen			– Projektentwickler „Sowjetischer Pavillon“
- Peter Degner		– Ehemaliger Schüler „Richard Wagner Oberschule“
- Michael Faber – Kulturdezernent Leipzig
- Susann Fiedler		– Ehemalige Patientin „Poliklinik Ost“
- Werner Franke			– Historiker / Buchautor
- Siegfried Fuchs		– Ehemaliger BMSR–Abteilungsleiter Instandhaltung „Brikettfanrik Witznitz“
- Steffen Fründt		– Ehemaliger Schüler „Hermann Liebmann Oberschule“
- Clara Göckeritz 		– Fotografin
- Hans J. Günther		– Dipl.–Betriebswirt
- Maik Günther			– Urban Explorer
- Falko Hans			– Langjähriger Anwohner „Mitteldeutsche Motorenwerke“
- Tobias Heymann		– Fotograf
- Bernd Holke			– Ehemaliger Mitarbeiter „OGEVA Konservenfabrik“
- Manfred Hötzel 		– Historiker / Buchautor
- Bernd Jäger 			– Ehemaliger Direktor „Kaufhaus Held“
- Dietmar Jäschke		– Baumaschinenführer
- Henrik Jassmann		– illegaler Hausbewohner in der ehemaligen DDR
- Nina Jassmann			– illegale Hausbewohnerin in der ehemaligen DDR
- Jana Jassmann			– illegale Hausbewohnerin in der ehemaligen DDR
- Falk Johnke			– Geocacher
- Irene Kaufmann		– Ehemalige Mitarbeiterin „Mitteldeutsche Motorenwerke“
- Andreas Keller		– Ehemaliger Mitarbeiter „Postbahnhof Schönefeld“
- Markus Keppler		– Geocacher
- Jürgen Kling			– Investor „Brauerei Bauer“
- Sabine Knopf 	                – Historikerin / Buchautorin
- Peter Kolar                  	– Projektentwickler & Eigentümer „Postbahnhof Schönefeld“
- Mario Kühn			– Geocacher
- Helmut Liesaus		– Ehemaliger Haupttechnologe und Oberingenieur „Dieselmotorenwerke“
- Roger Liesaus			– Ehemaliger Lehrling „Fritz Schulze & Co“
- Mathias Mahnke		– Eigentümer „Diezold Werke“
- Andreas Matthes		– Pakoursportler
- Clemens Meyer – Buchautor / Veranstalter „Eastside“ 1993 bis 1998
- Stefan Mörschner		– Einsatzleiter Feuerwehr Leipzig
- Michael Nestler		– Fotokünstler
- Konrad Paschke		– Ehemaliger Hauptabteilungsleiter „Wasserwerk Espenhain“
- Horst Pawlitzky		– Ortschaftsrat Lützschena–Stahmeln
- Jean Pierre 	                – Crossgolfer
- Erika Rabenseifner		– Ehemalige leitende Stationsschwester „Parkkrankenhaus Dösen“
- Michael Rodig 		– Ehemaliger Abteilungsleiter „Kaufhaus Held“
- Wolfgang Rumpelt		– Vorsitzender des Vereins für Luftfahrt e.V. / Pilot
- Pers Art	                – Streetartkünstler
- Jürgen Petry	                – ehemaliger Geschäftsführer „Leipziger Kommissions– & Großbuchhandel“
- Lothar Poppe	                – Ehemaliger Kombinatsdirektor des Kombinats GISAG
- Anne Schädel			– Geocacherin
- Marco Schilde			– Ehemaliger Schüler „Hermann Liebmann Oberschule“
- Liselotte Schmidt 		– Zeitzeugin „Kunstmühle Zickmantel & Schmidt“
- Michael Schneider		– Sprengmeister „VEB Elguwa Leipzig“
- Lutz Schober			– Pa–Unterricht & langjähriger Anwohner „Karl Krause Werke“
- Andreas Schröder 		– Sänger der Band „Beramid“
- Rolf Schubert			– Ehemaliger Abteilungsleiter „RFT Albert Norden“
- Patrick Seifried		– Geocacher / Graffitikünstler
- Hilmar Spangler		– Ehemaliger Mitarbeiter „Kraftwerk Thierbach“
- Nicole Spann 			– Ehemaliger Schüler „Hermann Liebmann Oberschule“
- Nicky Starke			– Ehemaliger Schüler „Hermann Liebmann Oberschule“
- Martin Stein	 		– Fotograf
- Stylerkings			– Leipziger Band
- Luisa Stoye			– Fotografin
- Helen Weissig			– Fahrradmodel
- Eberhard Wilhelm		– Oberstleutnant A.D. / Diplom–Ingenieur „Olbricht Kasernen“
- Jürgen A.C. Wilms		– Messeblick Leipzig GMBH / Eigentümer „Flughafen Mockau“
- Michael Witfer		– Vorsitzender „Saale–Elster–Kanal Förderverein e.V.“
- Roland Weinhold		– Ehemaliger Chefkoch „Hotel Astoria“
- Gaby Witt			– Ehemalige Mitarbeiterin „Hauptpostamt 1“
- Angela Zábojník		– Amt für Stadtgrün und Gewässer Stadt Leipzig
- Margitta Ziegler		– Ortschaftsratvorsitzende Lützschena–Stahmeln

## Kritiken
- „… Herausgekommen ist eine einzigartige Dokumentarfilmtrilogie … Beeindruckende Bilder und ein toller Soundtrack ziehen den Betrachter von Anfang an in ihren Bann … Für den Zuschauer mit Interesse an Lost Places, Industriekultur- und Geschichte ist jede einzelne Minute sehenswert … einer der besten Dokumentarfilme über Lost Places.“ – Marko Reichelt, Geocaching Magazin

- Buch, Regie, Schnitt und zum Teil auch die Musik verantwortet Enno Seifried, dem man für diesen Film nicht genug danken kann. - Ernie LC, „BLITZ!“

- Seifrieds Film erinnert eindrucksvoll daran, was alles einfach so liegen geblieben ist in den letzten 20 Jahren. Welch gigantische Verschwendung. Der Film ist wichtig … weil er Geschichten erzählt. - Katharina Beck, „MDR – Kino Royal!“

- Der Leipziger Enno Seifried hat sich diesem Thema angenommen und mit „Geschichten hinter vergessenen Mauern“ einen Dokumentarfilm abgeliefert, der sich nicht nur oberflächlich mit Lost Places in Leipzig befasst, sondern dessen Geschichte näher bringt und uns nicht vergessen lässt. - André Winternitz, „www.rottenplaces.de“